# Nicolò Pacassi
Nicolò Pacassi, Nikolaus Franz Leonhard von Pacassi (ur. 5 marca 1716 w Wiener Neustadt, zm. 11 listopada 1790 w Wiedniu) – austriacko-włoski architekt tworzący w epoce klasycyzmu. Od 1756 był profesorem w Akademii ŚW. Łukasza.

## Najważniejsze dzieła
- Kaplica Świętego Krzyża w Pradze